# Komlós Vilmos
Komlós Vilmos (született Klein) (Süllye, 1893. január 29. – Budapest, 1959. február 27.) magyar színész. Vadnay László Hacsek és Sajó című jelenetének klasszikussá vált figuráit Herczeg Jenő társaságában közel három évtizeden át alakították.

## Élete
Klein József kocsmáros és Meiszner Regina fiaként született. Egy műkedvelő társaság előadásán találkozott Salamon Bélával, akinek biztatására csatlakozott a csoporthoz. Rákosi Szidi színiiskolájának növendéke volt, majd tizenkilenc évesen már Szabadkán volt szerződésben. Négy évvel később Pécs, majd a Fővárosi Operettszínház következett. Rövid ideig bankigazgatóként is ténykedett. Utolsó vidéki állomáshelye Békéscsaba volt. Ezt követően több fővárosi kabaré (Terézkörúti Színpad, Pódium Kabaré, Kamara Varieté, Komédia tagja. 1934-ben egy évre hűtlen lett a kabarékhoz és a Király Színházhoz szerződött.
1945 után ismét a Pódium Kabaré, majd a Vidám Varieté és a Népvarieté következett. Tagja volt a Művész Színháznak, valamint az Úttörő és Ifjúsági Színházaknak is. 1951-ben szerződött a Vidám Színpadhoz. Utolsó bemutatója is ott volt – 120 éven aluliaknak – 1959. január 19-én. A darabban játszó színésztársai voltak többek között: Herczeg Jenő, Salamon Béla, Kazal László, Alfonzó, Rozsos István, Zsolnai Hédi és Géczy Dorottya.
Házastársa Pintér Irma színésznő volt, akit 1916-ban Szabadkán vett nőül. Gyermekei – Komlós Juci és Komlós András – hivatásának folytatói voltak.
Vidám emlékezése, 1940-ben, a Kalász Könyvkiadónál jelent meg, Hol volt, hol nem volt… címmel.
1982-ben Qualiton lemezen jelent meg tizenegy – eredeti, Vadnay László által írt – Hacsek és Sajó jelenet.
Komlós Vilmos időtálló népszerűsége a dühöngő, kávéházi márványasztalt verő Sajó figurájától eredeztethető. A kiváló jellem- és epizódszínész alakja – relikviák híján – egyre inkább eltűnőnek látszik.

## Szerepeiből

### Színház
A Színházi adattárban regisztrált bemutatóinak száma (1946–): 33. Ugyanitt kilenc színházi fotón is látható.
- Eugène Labiche: Florentini kalap (Dalabert)
- Alekszandra Brustein: Tamás bátya kunyhója (Gordon)
- Goetz: Erényes otthon (Tiszteletes)
- Molière: 
  - Urhatnám polgár (Jourdain)
  - Képzelt beteg (Argan)
- Fejér István–Csizmarek Mátyás: Bukfenc (A papa)

### Filmjei
- Megölöm ezt a Hacsekot! (1932, rövidfilm)
- Hacsek a Korzón (1932, rövid)
- Kísértetek vonata (1933) – utas a vonaton
- Vica, a vadevezős (1933) – Sajó
- Iza néni (1933)
- Mindent a nőért! (1933-34)
- Hacsek és Sajó - A börtöntöltelék (1934, rövidfilm)
- Hacsek és Sajó - Az égő nadrág (1934, rövidfilm)
- Hacsek és Sajó - A két ültetvényes (1934, rövidfilm)
- Meseautó (1934) – hentes
- A királyné huszárja (1935) – Döbröközi Ödömér, színigazgató
- Barátságos arcot kérek! (1935) – ügynök
- Hol alszunk vasárnap? (1937, rövid) – Ladányi Hugó, irodavezető
- Az én lányom nem olyan (1937) – kéményseprő
- Beszterce ostroma (1948) – Bogdán, adóvégrehajtó
- Janika (1949) – házmester
- Állami áruház (1952)
- Fel a fejjel (1954) – férfi a cirkuszban
- 2×2 néha 5 (1954) – útjavító
- Gábor diák (1956) – uzsorás
- Dollárpapa (1956)
- Vasvirág (1958)

## Hang és kép
- Sajóné sportol
- Mi van magával Jenci?